# Parc de Kupittaa
Le parc de Kupittaa (finnois : Kupittaanpuisto) est un parc du quartier de Kupittaa de Turku en Finlande.

## Présentation
Le parc de Kupittaa est le parc urbain le plus grand, le plus ancien et le plus vaste de Finlande. 
Le parc a une superficie de 24 hectares.
En plus des espaces verts abondants, le parc Kupittaanpuisto possède, entre autres, un parc ornithologique, un parc de circulation pour enfants, un parc d'aventure, un restaurant, des terrains de football, la piscine de Kupittaa, le hall sportif de Kupittaa.
Le parc abrite également la statue Hirvi du sculpteur Jussi Mäntynen.

## Galerie

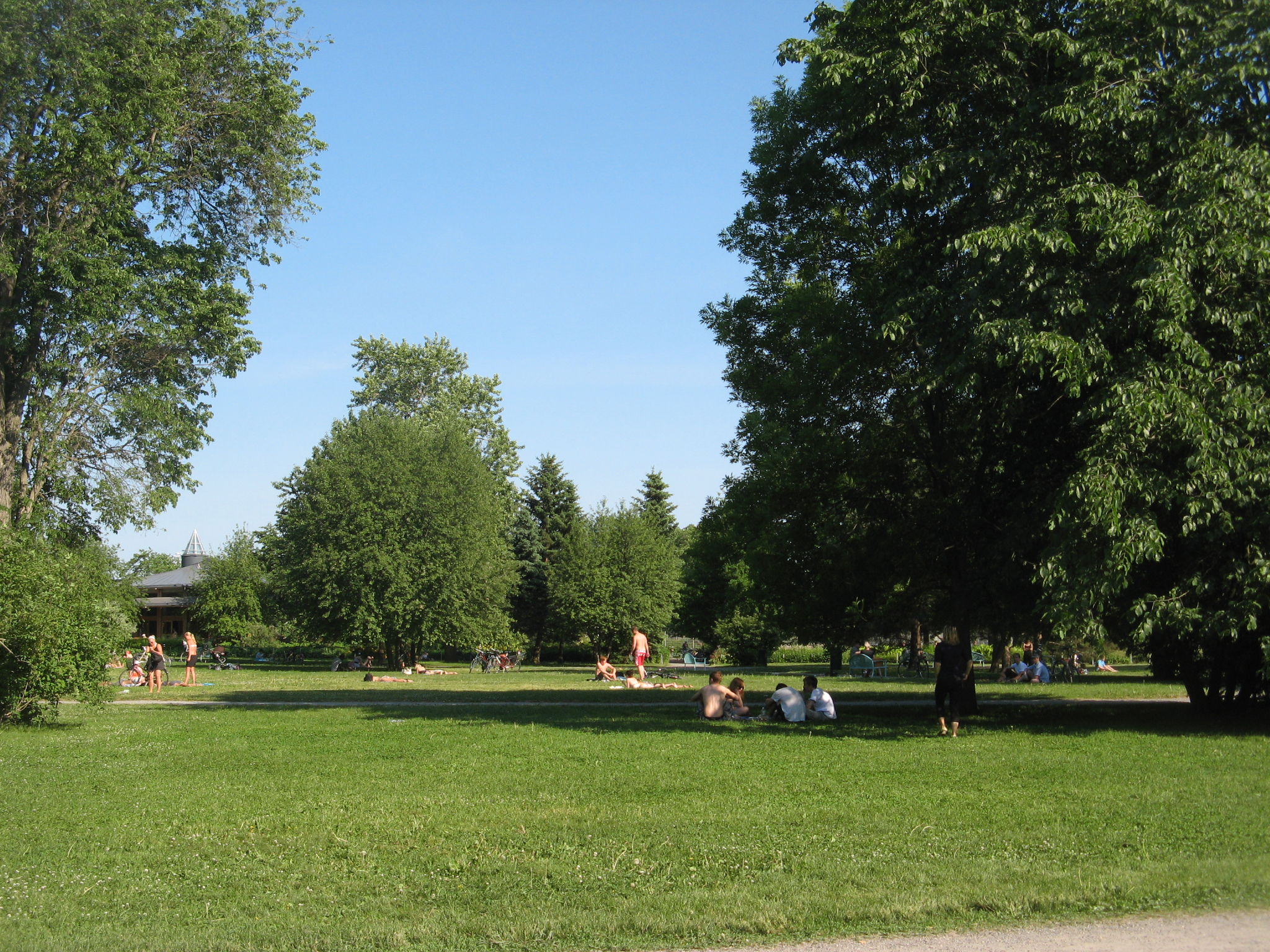
Le parc.
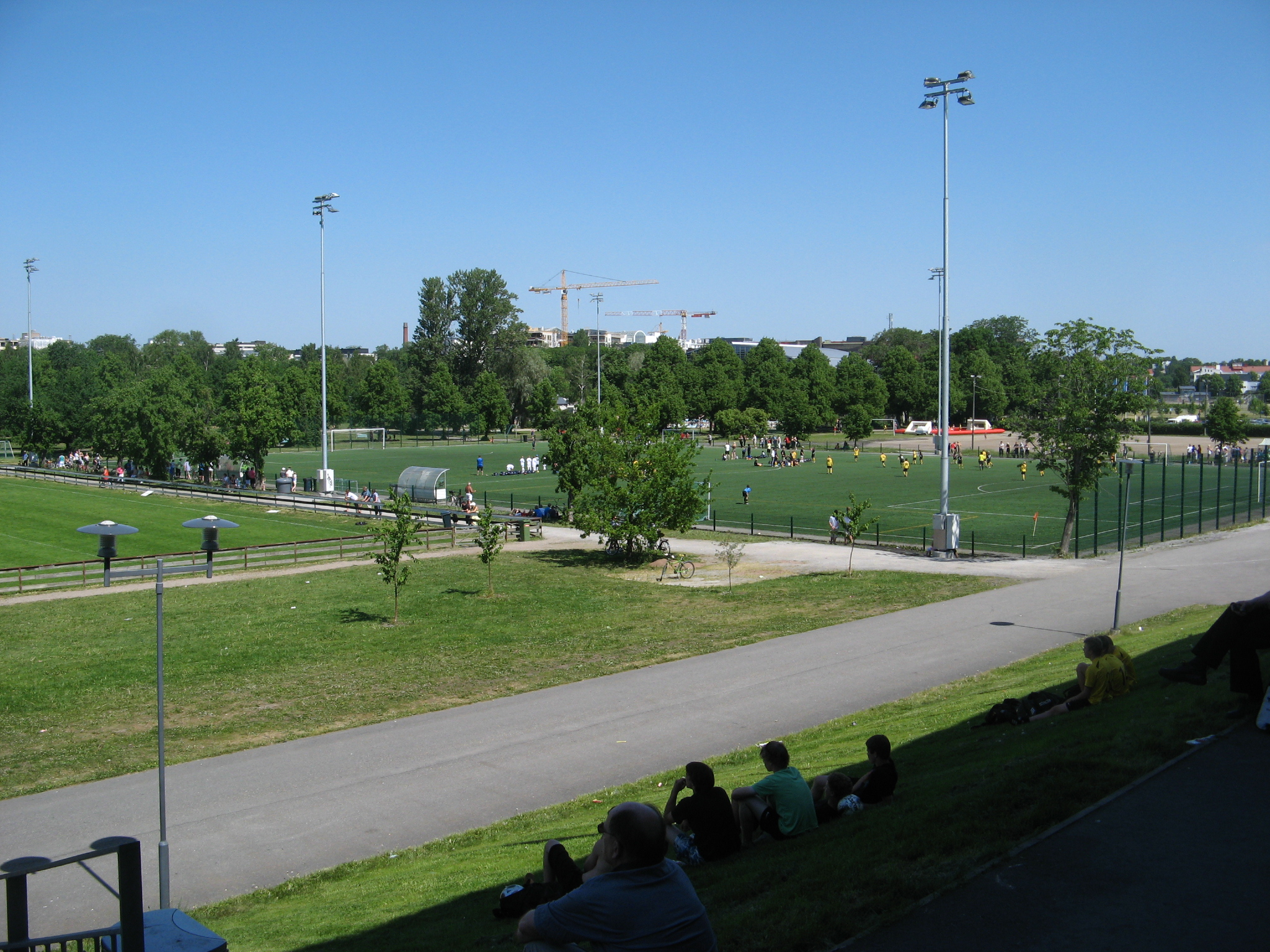
Terrains de football du parc de Kupittaa.
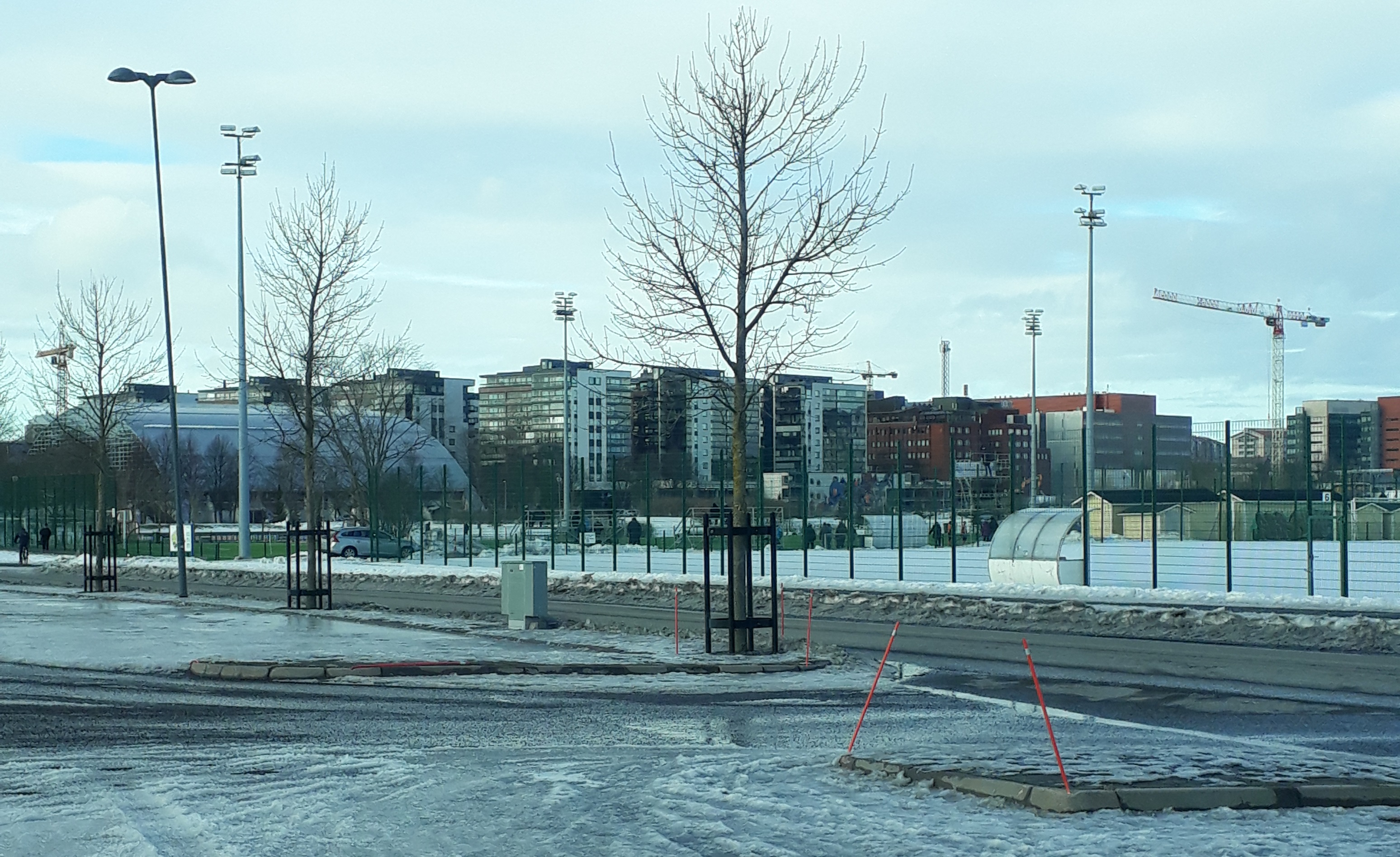
Le parc et à gauche la salle de sport de Kupittaa.
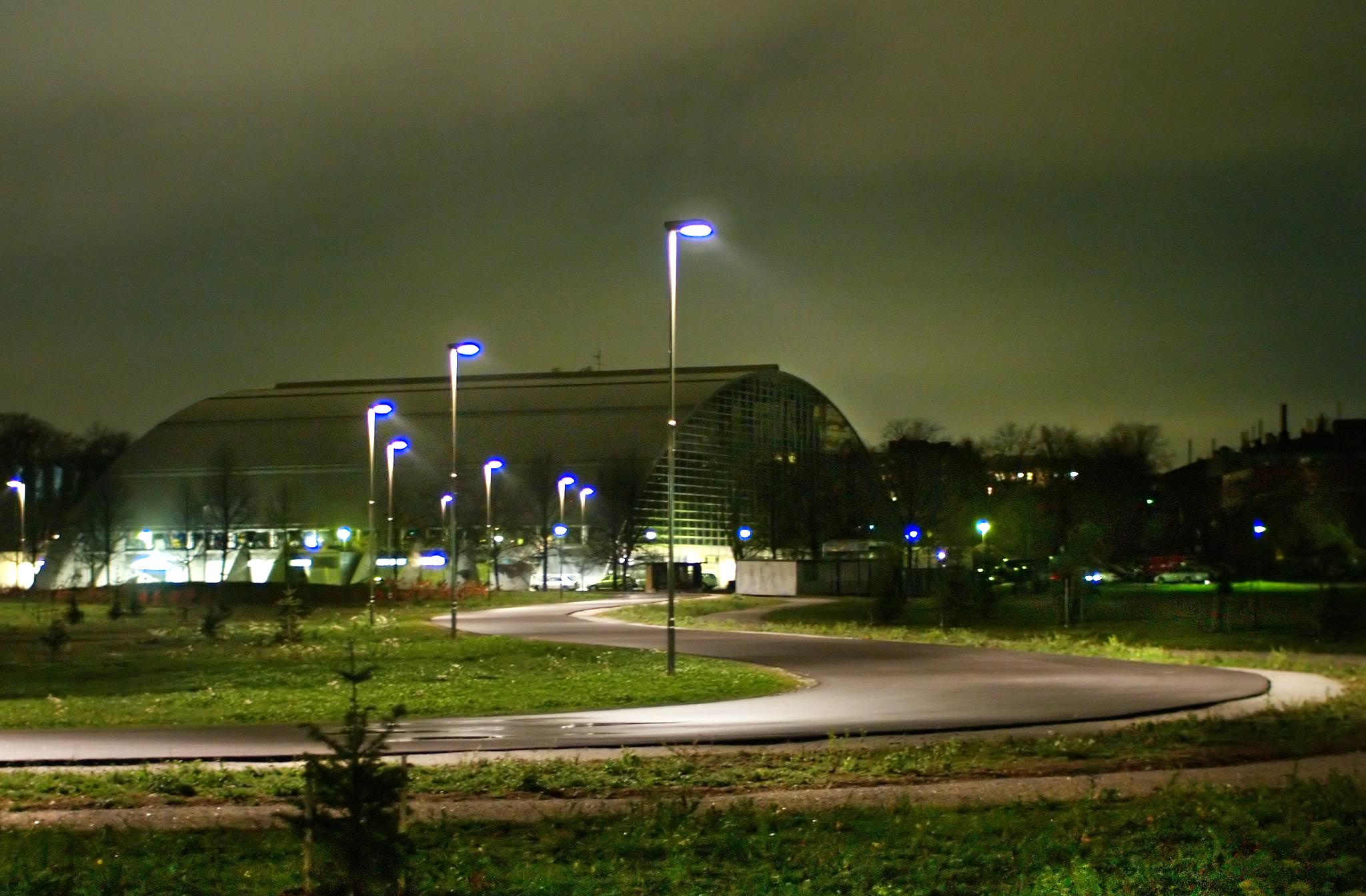
La salle de sport de Kupittaa.
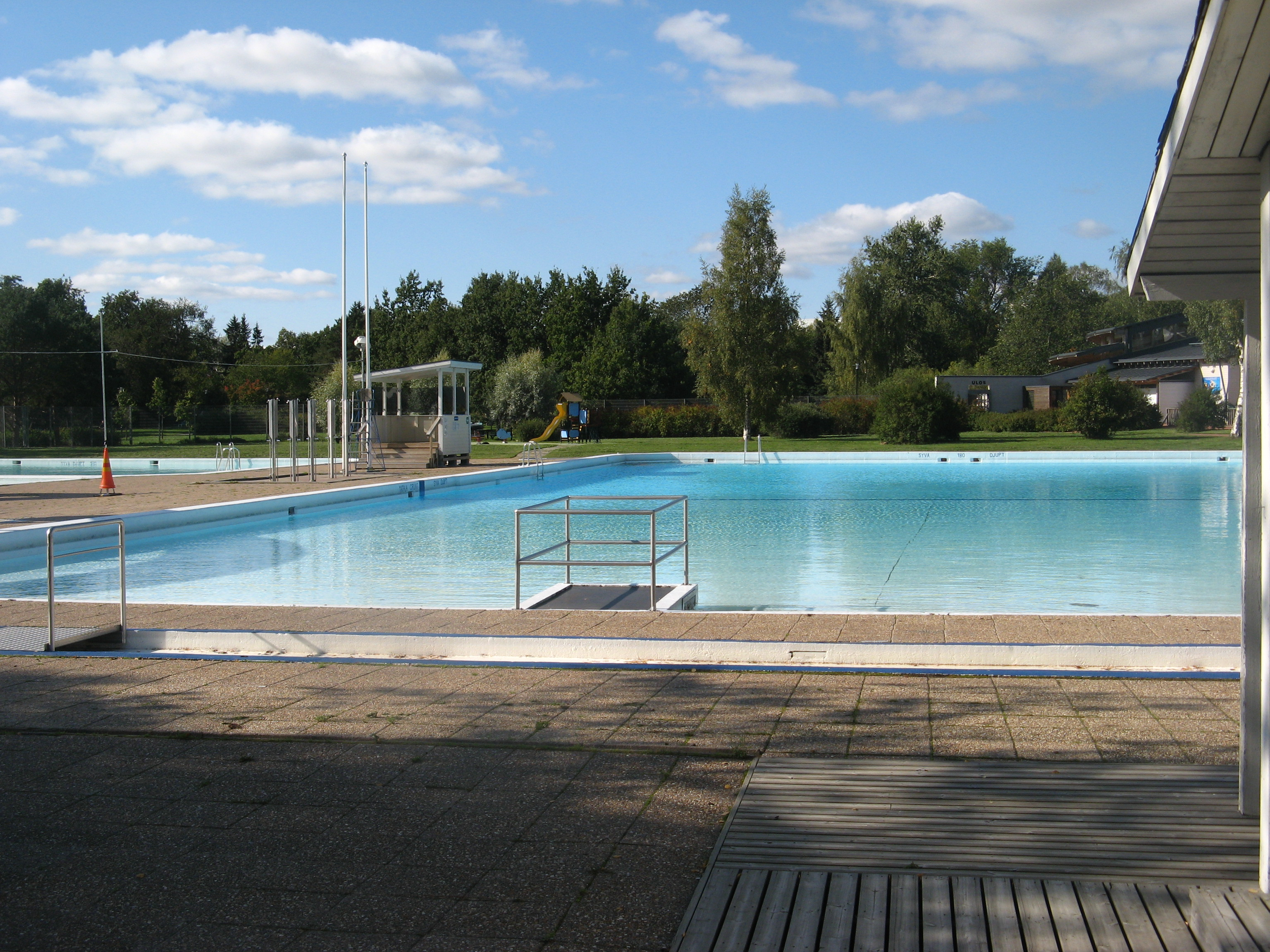
Piscine de Kupittaa.